# Helen French
Helen French (1900-1994) va ser una arquitecta nord-americana. Va treballar al costat del seu espòs, l'arquitecte Prentiss French. El seu nom de naixement va ser Helen Douglass i va néixer en Arlington, Massachusetts, l'any 1900. Va obtenir el grau en arquitectura a l'Escola d'Arquitectura de Cambridge en 1921. Va treballar en diverses signatures d'arquitectes a Boston i eventualment va viatjar a Europa, on va estudiar en la Ecole des Beaux-Arts (Escola de Belles arts), retornant als Estats Units en 1927. Aquest any es va casar amb Prentiss French i la parella va començar a treballar en equip en ciutats com Boston i Stockbridge, Massachusetts, fins a 1932 quan es van mudar a Sarasota, Florida. Van treballar amb l'arquitecte Clarence Martin per deu anys en Sarasota. Després es van traslladar a San Francisco on Prentiss va ser emprat pel Cos d'Enginyers de l'Armada nord-americana durant la Segona Guerra Mundial. Allí, French va rebre la certificació de Califòrnia en 1946. La parella va treballar en la mateixa oficina en San Francisco fins als anys seixanta, realitzant projectes especialment en el nord de Califòrnia.
Helen va ser membre de l'Institut Americà d'Arquitectura en el seu capítol californià de l'Associació de Planejament i Allotjament de San Francisco, del Centre Marin Art & Garden i de la Lliga de Dones de San Francisco. Va morir en 1994.